# روستاهای شهرستان نظرآباد

## بخش مرکزی

### دهستان سید جمال الدین
- ابراهیم جیل (نظرآباد)
- حسین اباد

### دهستان احمد آباد
| - احمدآباد - قارپوز آباد - حسن بکول - رضا اباد - صفر خواجه - قلعه شیخ(نظرآباد) - کله بهرام - یمان جلوق | - ازبکی(نظرآباد) - چگینی - حسن اباد مجدالدوله - کاظم اباد - گازر سنک - مغرور اباد - همت آباد(نظرآباد) - مسکین آباد |  |

### دهستان نجم آباد
| - نجم آباد(نظرآباد) - خرم آباد(نظرآباد) - خسرو آباد - شیخ حسن - فتح آباد(نظرآباد) - قبچاق - قزل حصار - وایه بک - اقبالیه(نظرآباد) - دولت آباد(نظرآباد) | - کریم آباد(نظرآباد) - محمد آباد - علی سید - عبدل آباد - قشلاق محمدلو - محمدآباد افم الدوله - نصرت آباد(نظرآباد) - گل دره |  |

## بخش تنکمان
- ابراهیم بیگی
- انبارتپه
- قلعه آذری
- دنگیزک
- فیروز آباد
- قاسم آباد کوچک
- حاجی بیگ
- نوکند
- حاجی آباد(نظرآباد)
- حسین آباد(نظرآباد)
- قره قباد
- بختیار(نظرآباد)
- فخرایران(نمازی)